# 塞久省

12°42′29″N 15°33′25″W / 12.7081°N 15.5569°W
塞久省（法語：Département de Sédhiou），是塞內加爾的省份，位於該國南部，由塞久區負責管轄，首府設於塞久，南面是古東普省，面積7,293平方公里，2005年人口399,365，人口密度每平方公里55人。